# Eva Møller
Eva Bente Møller (født 8. december 1940 i København) er en forhenværende dansk politiker, søster til Helge Adam Møller.

## Baggrund og erhverv
Hun er datter af oberst Adam Møller og sekretær Gerda Møller, som begge var medlemmer af Folketinget, og gennemgik folkeskole og gymnasium i København og Næstved 1947-58. Møller blev cand.mag. fra Københavns Universitet 1967 med hovedfag i fysik og bifag i matematik, kemi og astronomi og blev samme år ansat som adjunkt på Marie Kruses Skole, hvor hun i 1981 blev lektor.

## Politisk karriere
Eva Møller har været medlem af Farum Byråd 1974-80, medlem af Det Konservative Folkepartis repræsentantskab fra 1974 til ? og af hovedbestyrelsen 1987-89 og igen fra 1999, hvor hun afløste Hans Engell til 2001. Hun er nu formand for De Konservative i Egedal Kommune.
Hun har været partiets kandidat i Hillerødkredsen 1974-95 og fra 1995 i Frederiksværkkredsen og har været folketingsmedlem for Frederiksborg Amtskreds fra 23. oktober 1979 til 11. marts 1998 og igen fra 17. maj 2000, hvor hun indtrådte i Folketinget ved Hans Engells mandatnedlæggelse, til 20. november 2001.
Eva Møller har været formand for Folketingets Uddannelsesudvalg 1982-90, sit partis udenrigspolitiske ordfører og medlem af Udenrigspolitisk Nævn 1985-87 samt partiets ordfører i kirkepolitiske spørgsmål samt energipolitiske spørgsmål. Hun var medlem af den danske delegation til Nordisk Råd 2000-2001. Hun er Ridder af 1. grad af Dannebrog.

## Øvrige tillidshverv
Tillidsrepræsentant i Gymnasieskolernes Lærerforening 1971-77, formand for lærerrådet 1972-74. Medlem af korpsledelsen i Det Danske Spejderkorps 1972-74 og 1985-93 samt medlem af styrelsen 1975-83. Medlem af Spejderfondens styrelse fra 1974, næstformand fra 1994, formand fra 1996. Medlem af Kastels Sogns Menighedsråd 1970-93. Rådgiver for FN-delegationen 1976 udpeget af Danske Kvinders Nationalråd. Formand for Børne- og Ungdomsorganisationernes Samråd 1984-86. Medlem af Folkeligt Oplysningsforbunds hovedbestyrelse fra 1983, næstformand fra 1989 til nu. Medlem af den danske bestyrelse i Den Interparlamentariske Gruppe fra 1987 og af Den Interparlamentariske Unions Miljøudvalg fra 1991. Den danske regerings repræsentant i The Centre for European Education fra 1990. Formand for Det Kongelige Teaters Tilsynsråd 1987-90. Medlem af repræsentantskabet for Statens Kunstfond 1983-93. Medlem af bestyrelsen for Det Danske Teater fra 1988, fra 1990 af forretningsudvalget. Formand for Dansk Folkeoplysnings Samråd fra 1991. Medlem af Krogerup Højskoles repræsentantskab fra 1982, af bestyrelsen fra 1988. Medlem af PenSam Banks bestyrelse fra 1990. Formand for den danske sektion af Europæisk Kvinde Union fra 1997. Formand for Folkeuniversitetsnævnet fra 2001. Medlem af Den Centrale Videnskabsetiske Komité fra 2002.